# 요한 1세 폰 마르크
요한 1세(독일어: Johann I, 1419년 2월 16일–1481년 9월 5일)는 클레베의 공작이자 마르크의 백작이다.

## 생애
아돌프 1세 폰 마르크와 마리 드 부르고뉴의 아들로 태어났다. 그는 그의 작은 아버지인 선량공 필리프의 부르고뉴 궁정이 있는 브뤼셀에서 자랐다. 그는 1448년에서 1481년까지 클레베를, 형제와 전쟁을 벌였던 그의 작은 아버지 게르하르트가 사망한 1461년 이후로 마르크 백국을 통치했다.
그는 쾰른 선제후와의 세 차례나 전쟁을 벌였고 마침내 루프레히트 폰 데어 팔츠를 패배시키며, 크산텐, 주스트를 정복해냈다. 이 전쟁에서 그는 선량공 필리프의 지원을 받았고, 클레베 공국을 부르고뉴의 영향권하에 놓이게 했다.
부르고뉴 가문의 분가 출신의 느베르 여백작 엘리자베트와의 결혼으로 영향력은 한층 강화됐다. 그는 또한 뮌스터 주교구 불화에서 뮌스터 주교 제도에 호야 가문의 야망을 지원했다.
요한은 또한 1451년에 황금 양모 기사단의 일원이 되었으며, 그 해에 그는 로히어르 판 데르 베이던 작의 초상화를 남겼다.
1473년에 그는 용담공 샤를의 헬러 공국 정복을 도왔다.

## 결혼과 자녀
1455년 4월 22일, 그는 느베르 백작 장 2세의 딸 엘리자베트와 혼인했다. 그들 사이에 태어난 자식들은 다음과 같다:
- 요한 2세 (1458년 4월 13일 – 1521년 3월 15일) : 1489년 11월 3일 마틸데 폰 헤센과 혼인
- 아돌프(Adolf, 1461년–1525년)
- 엥겔베르트 (1462년 9월 26일 – 1506년 11월 21일) : 1489년 2월 23일에 샬로트 드 부르봉방돔(Charlotte de Bourbon-Vendôme)과 혼인
- 디트리히(Dietrich, 1464년 출생)
- 마리아(Maria, 1465–1513)
- 필리프 폰 클레베 : 느베르, 아미엥, 오탱 주교

## 참고 자료
- Stirnet.com Accessed July 29, 2007
- Marek, Miroslav. “Cleves 5”. Genealogy.EU. 2007년 7월 29일에 확인함.[개인 출판 출처]